# Rudolf von Sebottendorf
Greve Rudolf von Sebottendorf (även Rudolf Glandeck Sebottendorf), född som Adam Alfred Rudolf Glauer den 9 november 1875 i Hoyerswerda, Sachsen, död 8 maj 1945 i Istanbul (självmord). Glauer använde även namnet Erwin Torre. Han grundade vid slutet av första världskriget Thulesällskapet, en av de viktigaste förelöparna till Nationalsocialistiska tyska arbetarepartiet (NSDAP), och lämnade i samband med detta Frimurareorden som han tidigare varit aktiv inom. Religiöst en sufist och teosof, politiskt nazist.
Sebottendorf, som bosatt sig i Turkiet redan 1901, återvände dit under Tredje rikets dagar och påstås ha varit dubbelspion för britterna under kriget. Enligt inte helt säkra uppgifter begick han självmord genom att vid krigsslutet kasta sig i Bosporen och drunkna.